# Гура Калнаулуј (Бузау)
Гура Калнаулуј (рум. Gura Câlnăului) насеље је у Румунији у округу Бузау у општини Ваду Пашиј. Oпштина се налази на надморској висини од 99 m.

## Становништво
Према подацима из 2011. године у насељу је живело 476 становника.